# Guanyin

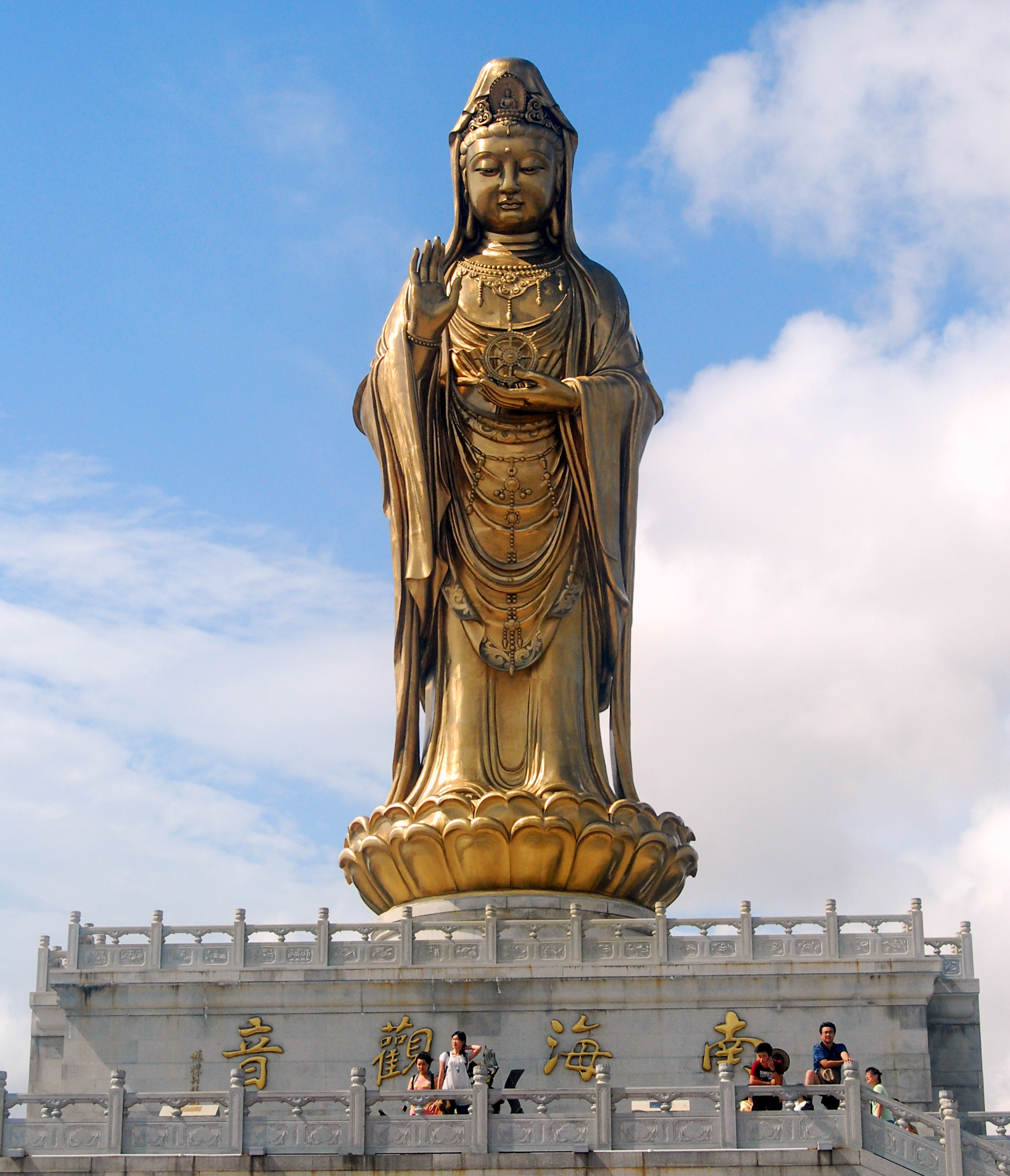
Staty av Guanyin, på den kinesiska ön Putuo Shan

Guanyin (förenklad kinesiska: 观音, traditionell kinesiska: 觀音 pinyin: Guānyīn) är inom mahayanabuddhismen den mest kända bodhisattvan i Östasien. "Guanyin" är en översättning på namnet Avalokiteshvara, och är i väst känd som "barmhärtighetens gudinna". Det fullständiga kinesiska namnet är Guanshiyin, som betyder "den som hör världens ljud". I Japan kallas Guanyin för Kannon.
Avalokiteshvara sägs kunna ta an både kvinnlig och manlig skepnad, men avbildas oftast som man. I den kinesiska tolkningen, som Guanyin, är det dock mycket vanligt att Avalokiteshvara avbildas som kvinna. Det är oklart varför, men det var först under Songdynastin som Guanyin började i huvudsak avbildas som kvinna (i Östasien).
Det finns en staty av Guanyin i Sverige, på området för Dragon Gate.

## Roll i andra religioner
Guanyin är en extremt populär gudinna i kinesisk mytologi och dyrkas av många kinesiska grupper i Östasien och Sydostasien. I daoismen beskrivs Guanyin som en kinesisk kvinna som blev odödlig.
Guanyin äras bland hela den kinesiska befolkningen, och betraktas av många som en beskyddare av kvinnor och barn. I och med detta ses hon också på som en fertilitetsgudinna som kan hjälpa par att få barn.

## Galleri

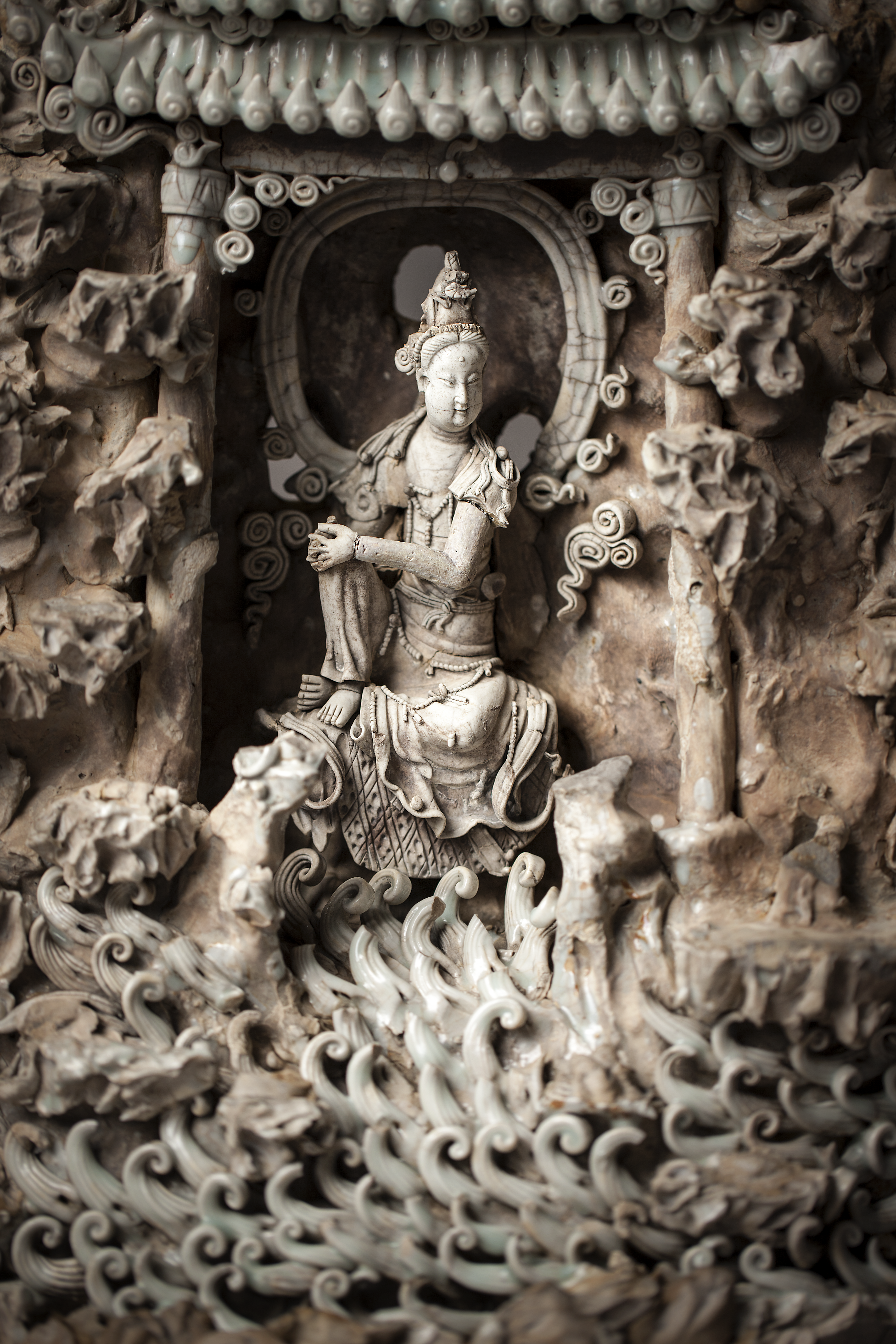
Guanyin sittande i en grotta. Figurin i Qingbai-porslin tillverkad i Kina mellan 1280 och 1330 (Yuandynastin), Hallwylska museet, Stockholm.
Guanyin avbildad med ett barn och fyra följeslagare. Från 1600-talet, Kina, Blanc-de-Chine-porslin. Hallwylska museet, Stockholm.
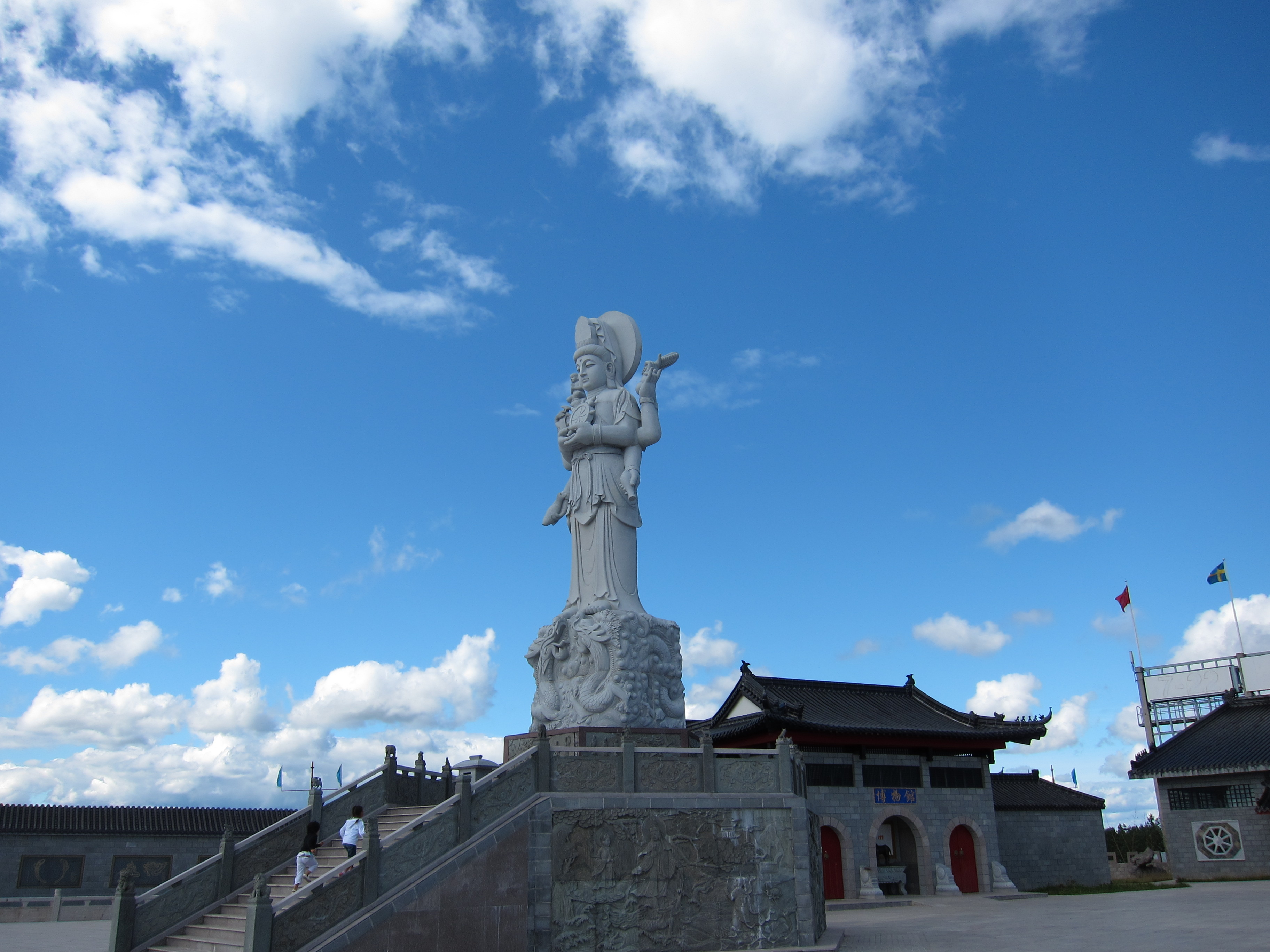
Staty av Guanyin vid Dragon Gate, Sverige